# شاخ‌ها (فیلم)
شاخ‌ها (به انگلیسی: Horns) فیلمی در ژانر فانتزی تاریک و مهیج به کارگردانی الکساندر آژا، محصول مشترک ایالات متحدهٔ آمریکا و کانادا در سال ۲۰۱۳ است. فیلم براساس رمان شاخ‌ها به قلم نویسندهٔ آمریکایی، جو هیل، ساخته شده‌است. بازیگر نقش اول فیلم دنیل ردکلیف در نقش «ایگ پریش» است، که متهم به تجاوز و قتل دوست‌دخترش مرین ویلیامز (جونو تیمپل) است، او با استفاده از توانایی‌های فراهنجار خود به تعقیب و کشف قاتل واقعی می‌پردازد. فیلم ابتدا در ۱۶ سپتامبر ۲۰۱۳ در جشنوارهٔ بین‌المللی فیلم تورنتو، کانادا به اکران درآمد و سپس در ۳۱ اکتبر ۲۰۱۴ در ایالات متحدهٔ آمریکا به روی پردهٔ سینما رفت.

## خلاصه داستان
مرد جوانی به نام ایگنشیوس (ایگ) پِریش (ردکلیف)، پس از به قتل رسیدن دوست‌دخترش، متوجه رشد شاخ‌هایی شیطانی بر روی سرش می‌شود. او سعی می‌کند با شرایط پیش‌آمده، از قاتل دوست‌دخترش انتقام بگیرد….